# Kramer (Dakota Północna)
Kramer – miasto w Stanach Zjednoczonych, w stanie Dakota Północna, w hrabstwie Bottineau.